# Texas City, Texas

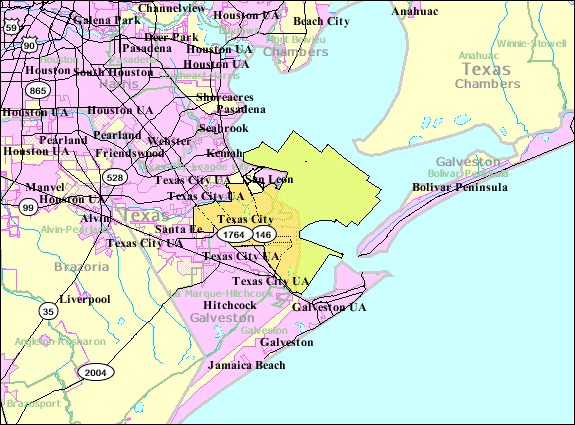
Texas City, Texas

Texas este un oraș în comitatul Galveston, statul Texas, SUA. Texas City se află la 16 km nordvest de Galveston și la 60 km sudvest de Houston. El se află la altitudinea de 3 m deasupra n.m. se întinde pe o suprafață de 433,1 km² și avea în anul 2010 o populație de 45.099 locuitori.